# 三重県道720号横輪南勢線
三重県道720号横輪南勢線（みえけんどう720ごう よこわなんせいせん）は、三重県伊勢市から南伊勢町に至る一般県道である。

## 概要

### 路線データ
- 起点：伊勢市横輪町字猪岩119番35[1]
- 終点：度会郡南伊勢町五ヶ所浦字滝の後1196番地先[1]
- 総延長：16.022km
- 重複区間：なし

## 地理

### 通過する自治体
- 三重県
  - 伊勢市
  - 度会郡南伊勢町

### 接続する主な路線
- 三重県道169号玉城南勢線・三重県道719号伊勢路伊勢線（重複区間）：起点
- 三重県道12号伊勢南勢線：終点

### 沿線
- 横輪川 - 宮川支流
- 横輪公民館
- 農林漁業体験実習館
- 平家の里 - キャンプ場になっている。夏にはホタルが見られる。
- 五ヶ所城跡 - 中世の山城。